# Centistes laevis
Centistes laevis är en stekelart som först beskrevs av Cresson 1872.  Centistes laevis ingår i släktet Centistes och familjen bracksteklar. Inga underarter finns listade.